# Ceuci Nunes
Ceuci de Lima Xavier Nunes (Miguel Calmon, Bahia, 4 de fevereiro de 1963) é uma médica infectologista,  política e ativista social brasileira, que ganhou destaque no combate à pandemia de Covid-19 na Bahia e na coordenação nacional do movimento “Médicas e Médicos pela Democracia”.

## Atuação médica
Iniciou sua formação médica aos 17 anos, em 1980, na Escola Baiana de Medicina e Saúde Pública. Após estágio no Hospital Emílio Ribas, referência para doenças infecciosas e parasitárias em São Paulo, iniciou sua Residência Médica no Hospital Santo Antônio, criado e dirigido pela Irmã Dulce, concluída em 1989. No mesmo ano, realizou curso de Especialização em Medicina Tropical no Instituto de Medicina Tropical de São Paulo, retornando à Bahia para atuar no Hospital Santo Antônio como preceptora de ensino na Residência Médica, atividade que manteve até dezembro de 2001.

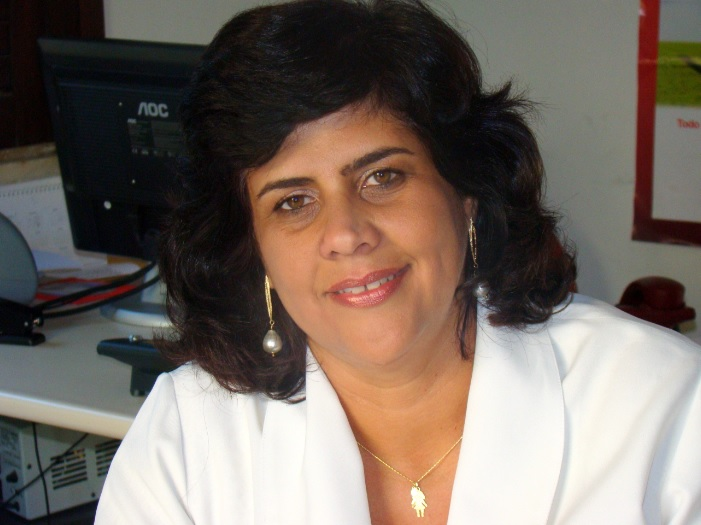
Ceuci Nunes em entrevista à revista do Sindimed - Sindicato dos Médicos da Bahia, 2009.

Em 1997, concluiu seu Mestrado em Medicina Interna na Universidade Federal da Bahia - UFBA, onde tratou dos fatores de risco para meningoencefalite tuberculosa. No mesmo ano, obteve o título de especialista em Infectologia. Em 1999, iniciou também na UFBA o doutorado em Medicina Interna, que incluiu uma especialização em Pesquisa Clínica na Universidade da Califórnia. Em 2004, defendeu sua tese doutoral sobre características clínico-epidemiológicas da infecção pelo HIV/Aids em mulheres na Bahia.
Dirigiu o Hospital Couto Maia por 15 anos, período que construiu a nova sede da instituição, agora considerado o mais moderno hospital de doenças infectocontagiosas do Brasil. O hospital, que passou a ser denominado Instituto Couto Maia, foi construído onde antigamente havia o Hospital Dom Rodrigo de Menezes (antiga Colônia para Leprosos), e é fruto de uma parceria público-privada e integra a rede da Secretaria de Saúde da Bahia - SESAB.
É Professora Adjunta da Escola Baiana de Medicina há 22 anos, onde foi uma das fundadoras do centro de referência para pacientes com o vírus HTLV. Tem dezenas de trabalhos científicos publicados, com ênfase na área de doenças infectocontagiosas.

## Ativismo político e social
Foi presidente do Diretório Acadêmico Pirajá da Silva, da Escola Baiana de Medicina. Documentos de órgãos de informação da ditadura militar registram que Ceuci era monitorada pelos órgãos de repressão do regime vigente, constando, que em 1981, integrou a direção do Centro de Educação e Saúde Popular – CESP, instituição que desenvolvia ações de saúde no bairro popular da Liberdade, em Salvador e era presidida por seu ex-colega de Diretório Acadêmico, Fernando Vasconcelos. Em 1983, participou da refundação da União dos Estudantes da Bahia e é também listada em documentos de órgãos de informação.
Em 1993, foi eleita Conselheira do Conselho Regional de Medicina da Bahia, tendo sido reeleita por diversos mandatos até 2008 e eleita em 2009 para o Conselho Federal de Medicina, onde integrou, dentre várias atividades, a Comissão de Assessoramento ao Programa Nacional de Aids do Ministério da Saúde.
Ceuci tem tido atuação ligada aos movimentos sociais, notadamente os relacionados à defesa dos direitos das Pessoas Vivendo com HIV/Aids.
Foi fundadora do movimento Médicos pela Democracia na Bahia e também da Associação Brasileira de Médicas e Médicos pela Democracia - ABMMD, integrando a coordenação nacional dessa entidade dedicada à defesa do Sistema Único de Saúde - SUS e das instituições democráticas no país. Em novembro de 2021, em audiência na Câmara dos Deputados sobre a pandemia de Covid-19, Ceuci Nunes criticou, em nome da ABMMD, o posicionamento do Conselho Federal de Medicina - CFM quanto ao uso da cloroquina e hidroxicloroquina no chamado tratamento precoce, por deixar o Conselho de resguardar a população e estimular o uso de uma medicação sem eficácia comprovada contra a Covid.
Desde o início da pandemia de Covid-19, enquanto diretora do Hospital Couto Maia, teve um papel de liderança importante na defesa das medidas sanitárias de prevenção e controle da doença, bem como na defesa do Sistema Único de Saúde e da valorização dos profissionais de saúde. No final de 2021, o Ministério Público da Bahia a homenageou com uma ‘Medalha do Mérito’ por sua experiência na área de doenças infecciosas e parasitárias e "em reconhecimento ao trabalho de coordenação da equipe do Instituto Couto Maia, que foi o primeiro hospital de referência para Covid-19 na Bahia".
Em 31 de julho de 2022, foi aprovada sua candidatura a deputada estadual pelo PT - Partido dos Trabalhadores, Bahia. Obteve 36992 votos, o que não foi suficiente para se eleger. Foi a mais votada do PT na capital baiana, com 19776 votos. Em março de 2023, assumiu a presidência da Bahiafarma, Fundação Baiana de Pesquisa Científica e Desenvolvimento Tecnológico, Fornecimento e Distribuição de Medicamentos. 

## Vida pessoal
Ceuci é filha do odontólogo e pecuarista João Xavier Nunes e da professora Águeda de Lima Xavier Nunes, já falecidos. Tem dois filhos – Raquel e Vítor.